# Smalt

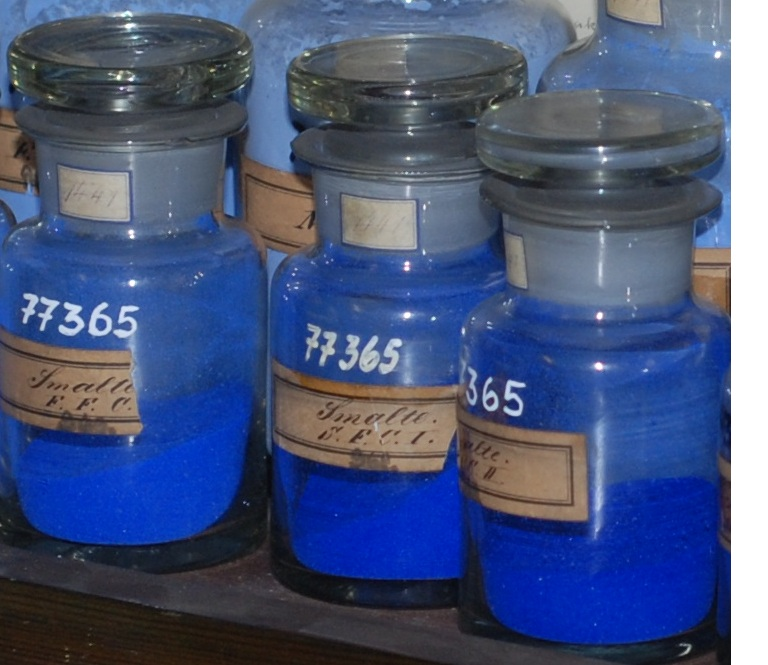
Smalt i en utställning med historiska färgämnen på TU Dresden.

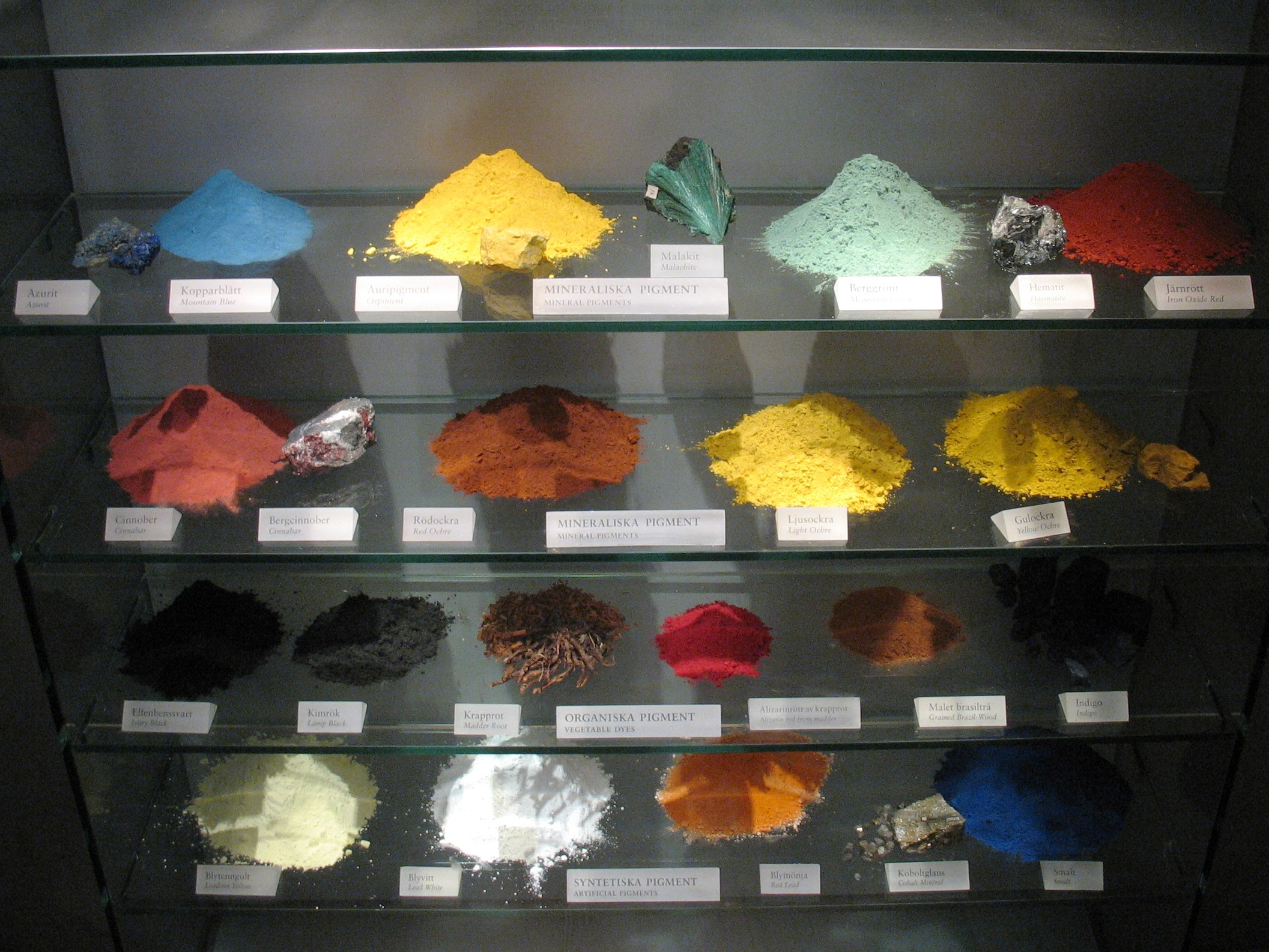
Färgpigment använda på regalskeppet Vasa, med smalt längst ner till höger.

Smalt, även smalts eller koboltglas, C.I. Pigment Blue 32 (77365), är ett blått färgpigment framställt av pulvriserat koboltfärgat glas. Den blå färgen kommer av kaliumkobolt(II)silikat, bildat då koboltoxid (CoO) lösts i smält glas under tillägg av kaliumkarbonat (pottaska), som både underlättar processen och bidrar med kaliumoxid (K2O).
Smaltanvändningen startade troligen i Asien och kom under medeltiden till Europa, med ökad användning från 1500-talet och framåt.
Partikelstorleken har stor inverkan på hur färgen blir, och smalt såldes i olika kornstorlekar. Smalt har dock låg färgstyrka, och efter hand som nya och bättre blå pigment upptäcktes, förlorade smalt sin popularitet.